# Strahlfäule

Strahlfäule im fortgeschrittenen Stadium, der Strahl löst sich auf.

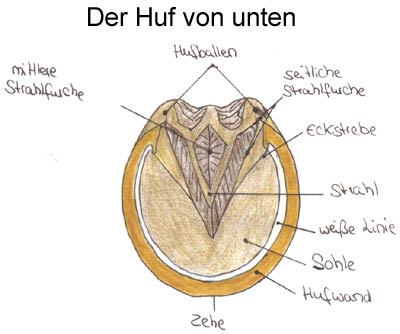
Skizzenhafte Ansicht eines Pferdehufes von unten

Die Strahlfäule ist eine bakterielle Erkrankung des Hufes bei Huftieren, vor allem bei Pferden. Dabei wird das weiche Strahlhorn des Hufes durch Fäulnisbakterien zersetzt. Ursache sind vor allem Haltungsmängel und mangelnde Hufpflege. Die Behandlung erfolgt nach Beseitigung der Haltungsmängel durch Entfernen des angegriffenen Horns und desinfizierende Lösungen.

## Symptome
Beim Auskratzen der Hufe tritt ein Fäulnisgeruch auf. Es bilden sich im Strahl Hohlräume, sogenannte Taschen oder Ritzen, die mit einer schmierigen schwarzen Masse gefüllt sind. Das Strahlhorn wird insgesamt weicher. Im fortgeschrittenen Stadium, wenn das Horn schneller zerfällt, als es nachwächst, kann es zur Auf- oder Ablösung des Strahls kommen.
In der Regel beginnt die Strahlfäule in der mittleren Strahlfurche. Von dort breitet sie sich zu den seitlichen Strahlfurchen aus und es bilden sich im gesamten Strahl Fäulnisherde. Im weiteren Verlauf kann sie auch den Hornballen befallen, so dass sich dort und auf den Strahlschenkeln das Horn in Fetzen ablöst, bis die Huflederhaut freiliegt. Tritt Fäule an der weißen Linie auf, spricht man von Hornfäule. 
Lahmheit tritt nur in weit fortgeschrittenen Fällen auf, wenn die freiliegende oder nur noch durch dünnes Horn geschützte Huflederhaut durch Steine oder Sand gereizt wird und sich entzündet.

## Ursachen
Die Strahlfäule wird durch Fäulnisbakterien ausgelöst. Hauptsächlicher Erreger ist Fusobacterium necrophorum, der auch für die Moderhinke der Schafe verantwortlich ist. Die Bakterien sorgen für eine Zersetzung des Strahlhorns durch Bildung von Aushöhlungen und Fäulnisspalten. Sollte der Fäulnisprozess schneller fortschreiten, als das Strahlhorn nachwächst, kann es zur völligen Zersetzung des Strahlhorns kommen.
Damit es zu einer Strahlfäule kommen kann, müssen die auslösenden Bakterien für sie optimale Umgebungsbedingungen vorfinden. Sie benötigen ein feuchtwarmes Milieu und können sich nur unter Ausschluss von Sauerstoff (anaerob) vermehren. Der Ausgangspunkt einer Strahlfäule liegt meistens in der mittleren Strahlfurche. Von dort greifen die Erreger auf die seitlichen Strahlfurchen über. Im fortgeschrittenen Stadium kann es durch Strahlfäule zu Lahmheit durch Huflederhautentzündung kommen. 
Die Ursache der Strahlfäule liegt meistens in mangelnder Hufpflege. Zur Hufpflege gehört das regelmäßige Reinigen des Hufes mit dem Hufkratzer (mindestens einmal täglich), wie auch das korrekte Ausschneiden des Hufes durch einen Hufschmied oder anderen Hufexperten. Dadurch wird vermieden, dass sich in Taschen oder Ritzen im Huf (oder schlicht unter dem am Huf haftenden Dreck) Zonen bilden können, die von der Luftzufuhr abgeschlossen sind und damit anaeroben Fäulnisbakterien einen Nährboden bieten. Eine weitere häufige Ursache sind verschmutzte Boxen und Paddocks, in denen eine Kot-Urin-Mischung den Erregern einen feuchten, warmen und damit idealen Nährboden bieten. Auch zu lange Trachten oder eine falsche Nagelung mit Beeinträchtigung des Hufmechanismus begünstigen das Entstehen der Strahlfäule.
Mangelnde Bewegung bzw. Bewegung nur auf weichem Boden kann die Entstehung von Strahlfäule fördern. Bei Bewegung auf hartem Boden berührt – zumindest beim unbeschlagenen Pferd – der Strahl den Boden und drückt gegen die Huflederhaut. Dadurch wird der Blutkreislauf der Huflederhaut angeregt und die Bildung neuen Horns gefördert.
Schließlich können anatomische Eigenarten des Hufes selbst die Bildung von Strahlfäule begünstigen: Enge Hufstellungen und tiefe Strahlfurchen lassen sie leichter entstehen.

## Behandlung
Alle Behandlungsversuche scheitern, wenn die begünstigenden Faktoren nicht beseitigt werden. 
Ist eine Strahlfäule vorhanden, müssen zunächst die verfaulten Hornteile entfernt werden. Können diese nicht vollständig weggeschnitten werden, da sich die Fäule beispielsweise schon tief in die mittlere Strahlfurche hineingefressen hat, so werden die Fäulnisstellen mit einem milden Desinfektionsmittel gereinigt. Wasserstoffperoxid, Kupfersulfat wie auch Jodoformäther ist nicht geeignet, da es die empfindlichen Lederhäute noch mehr reizt. 
Bei sehr starker Fäulnis sind oft auch Pilze beteiligt. In diesem Fall wird fünf Tage lang das Pilzmittel Enilconazol unverdünnt mit einem Pinsel auf den betroffenen Strahl aufgetragen. Sollte der Strahl nach anschließender fünftägiger Pause immer noch weich erscheinen und üblen Geruch verbreiten, wird die Behandlung wiederholt. Um eine weitgehende Desinfektion der Fäulnisspalten zu erreichen und eine erneute Verschmutzung des angegriffenen Horns zu verhindern, werden diese häufig mit Tamponaden aus Watte oder Mull verschlossen, welche mindestens einmal täglich gewechselt werden. Ohne diese Tamponage hat die ganze Prozedur wenig Aussicht auf Erfolg. Der Huf kann zusätzlich ungefähr einmal wöchentlich mit Wasser und Kernseife gereinigt werden. Es ist außerdem unerlässlich, entstandene Taschen und Risse im Strahl so weit es geht auszuschneiden, möglichst alle paar Tage. 
Bei schlechten (weichen) Hufwänden oder fauligem Strahlbereich sollte regelmäßig purer Essig angewendet werden (Vorsicht, nicht bei offenen Wunden anwenden!). Essig neutralisiert die Ammoniakrückstände (NH3) im Sohlenbereich des Pferdes und wirkt dem Befall vor schädigenden Bakterien sprich der Strahlfäule entgegen. Essig hat zudem den Vorteil, dass er die Plättchenstruktur der Hornwände festigt und somit erheblich zur Hufgesundheit beitragen kann. 
Die Strahlfäule wird oft verwechselt mit einem nur etwas fransigen, sich erneuernden Strahl. Wenn der Strahl nicht wirklich „nach faulen Eiern riecht“ und eine schmierige Substanz absondert, muss er normalerweise nur glattgeschnitten und nicht behandelt werden.